# 蕭鍵鏗
蕭鍵鏗（英語：Joseph Siu Kin Hing，1953年2月6日—），香港資深電視及舞台劇監製，畢業於聖士提反書院、澳門東亞大學中國文學系和香港電視廣播有限公司第三期藝員訓練班。同期同學有周潤發、盧海鵬、吳孟達。曾為電影、電視及舞台劇擔任監製及導演，並為各大公司製作及拍攝宣傳片，廣告片及監製粵曲演唱會等。師承鍾景輝、陳有后、馮淬帆、徐克。
他曾為各大公司拍攝訓練課程錄影帶，如：渣打銀行、AIA、港鐵公司、教育局、康文署、施格蘭洋酒（遠赴上海拍攝）、中華電力、廣華醫院（馬鍾可璣基金）、Levi's、ICAC 等等。
除幕後製作外，亦參予幕前演出，曾在電視劇《徬徨》、《民間傳奇》、《網中人》、《上海灘》、《南海十三郎》、《影城大亨》﹔電影《上海之夜》、《富貴迫人》、《富貴再迫人》、《15歲半》及舞台劇《雷雨》、《大雷雨》、《柳天素》、《蝴蝶夢》、《日出》、《娜拉》、《飯廳》中擔綱演出。
近年更向粵曲發展。曾製作粵曲演唱會獲得一致好評。其兒子蕭鍵煒也於幕後任職演員訓練助理導師工作。蕭鍵鏗的契媽為藝人羅蘭。

## 履歷
- 1974             為香港電視廣播有限公司第三期藝員訓練班學員, 著名同學包括: 周潤發、盧海鵬、鄧英敏、伍潤泉、煒烈、艾迪、 麥振江、羅冠蘭、楊詩蒂
- 1975 - 1981　　　為香港電視廣播有限公司第五期至第十期藝員訓練班導師。著名藝員包括：劉德華、梁朝偉、歐陽震華、周星馳, 劉嘉玲、鄭伊健、苗僑偉、鄧萃雯、周海媚、邵美琪等等。
- 1980 - 1991　　  任香港電視廣播有限公司職戲劇組導演，負責製作的電視劇包括﹕《亂世兒女》、《鹿鼎記》、《龍仇鳳血》、《鱷魚潭》、《上海灘龍虎鬥》、《決戰皇城》、《小島風雲》、《真命天子》、《魔域桃園》、《玉面飛狐》、《月兒彎彎照九州》、《我係黃飛鴻》、《92鍾無豔》等。
- 1990 - 1991　　　加入本地舞台劇製作的行列，為藝進同學會的華東水災籌款活動中，演出《嬉春酒店》﹔為戲劇團春蕾行動籌款演出《女大不中留》及為影視劇團作品《單身俱樂部》擔任導演一職。
- 1992 - 1995　　　獲聘為渣打銀行,地鐵公司及太古集團,職員培訓班導師。
- 1992 - 1998　　　任職亞洲電視監製。負責製作的電視劇包括﹕《銀狐》、《冬日驕陽》、《皇家警察實錄II》、《女幹探》、《一屋兩鬼三人行》、《94愛情故事》、《殭屍道長II》、《再續隔世情》、《我和春天有個約會》、《著數一族》、《與狼共枕》、《包青天》等。
- 1996 - 1997　　　亞洲電視演員訓練班導師。
- 2000 - 2001　　　為晶氏製作公司導演多部電視劇，包括﹕《影城大亨》、《美麗傳說》、《縱橫天下》、《祖先開眼》等。並在《影城大亨》一劇中擔綱演出。
- 2002 - 2003　　　電視廣播有限公司電視劇 —《齊天大聖孫悟空》。
- 2005 - 2006　　　亞洲電視- 監製—《喜有此理》。
- 2007 - 2008　　　ICAC- 突破悶局、順德聯宜會胡少渠小學 25週年(銀禧校慶)節目設計及製作、IDT Annual Dinner 2008 節目設計、HONG KONG TOURISM BOARD（宣傳香港2008年奧運馬術比賽，參與演員包括:陳奕迅、楊千嬅、甄子丹、莫文蔚）、英國保誠保險。
- 2009 - 2010　　　Levi’s員工訓練課程、演藝專才訓練中心(訓導主任)、審死官舞台劇（導演及演員）、康樂及文化事務署主辨,香港影視話劇團製作,曹禺戲劇節 《曹禺－一個世紀的聲音》（飾演演員 周撲園 老年的曹禺） 。近年積極於為各大公司和組織提供專業及優質的員工培訓短片或課程。亦多次參與、統籌及策劃舞台上的工作。

## 擔任監製電視劇

### 1993年
- 皇家警察實錄II
- 銀狐 (執行監製)

### 1994年
- 冬日驕陽

### 1995年
- 一屋兩鬼三人行（又名：再續隔世情）
- 女幹探（又名：棘手神探俏嬌娃）
- 愛者有其屋（又名：現代愛情故事）

### 1996年
- 殭屍道長II
- 我和春天有個約會

### 1997年
- 著數一族

### 1998年
- 與狼共枕

### 2005年
- 喜有此理 (並與連熾勳合作監製)

## 外部連結
- 蕭鍵鏗在香港影庫上的簡介

1. ↑  . 華僑日報. 1975-11-16: 35  [2024-11-24].